# جاسيك نيدويديزكي
جاسيك نيدويديزكي (بالبولندية: Jacek Niedźwiedzki)‏ هو لاعب كرة مضرب بولندي، ولد في 7 يناير 1951.

## وصلات خارجية
- جاسيك نيدويديزكي على موقع رابطة محترفي التنس (الإنجليزية)
- جاسيك نيدويديزكي على موقع الاتحاد الدولي لكرة المضرب (الإنجليزية)
- جاسيك نيدويديزكي على موقع كأس ديفيز (الإنجليزية)
- جاسيك نيدويديزكي على موقع خلاصة التنس.كوم (الإنجليزية)